# Nertobriga olivaria
Nertobriga olivaria är en fjärilsart som beskrevs av W. Warren 1916. Nertobriga olivaria ingår i släktet Nertobriga och familjen trågspinnare. Inga underarter finns listade i Catalogue of Life.